# 帕切科弗尔山
47°12′32″N 11°27′39″E / 47.20889°N 11.46083°E

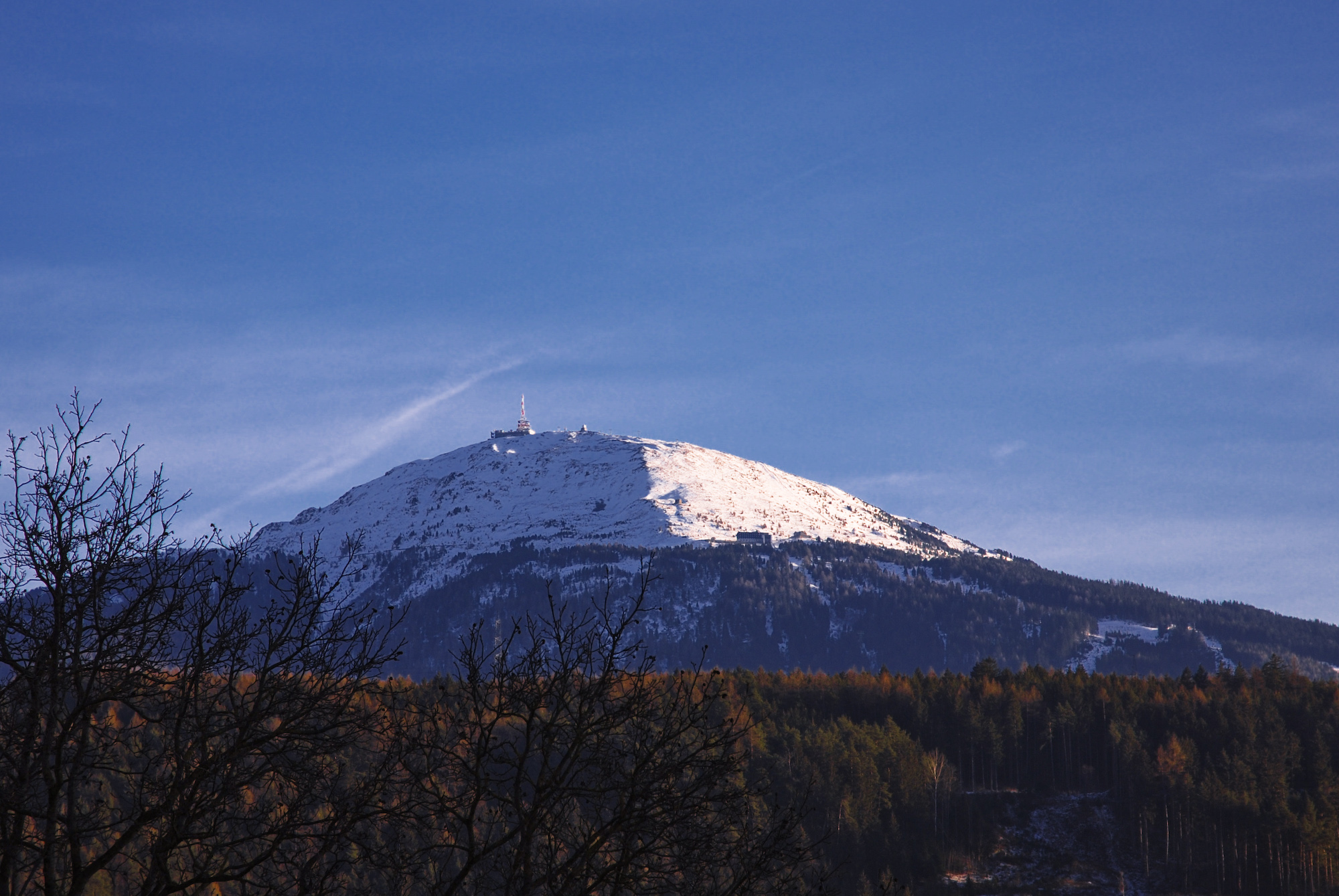

帕切科弗尔山（德语：Patscherkofel）是奥地利的山峰，位於該國西部，由蒂羅爾州負責管轄，屬於圖克斯山的一部分，處於因斯布魯克以南7公里，海拔高度2,246米。